# ТВ-марафон

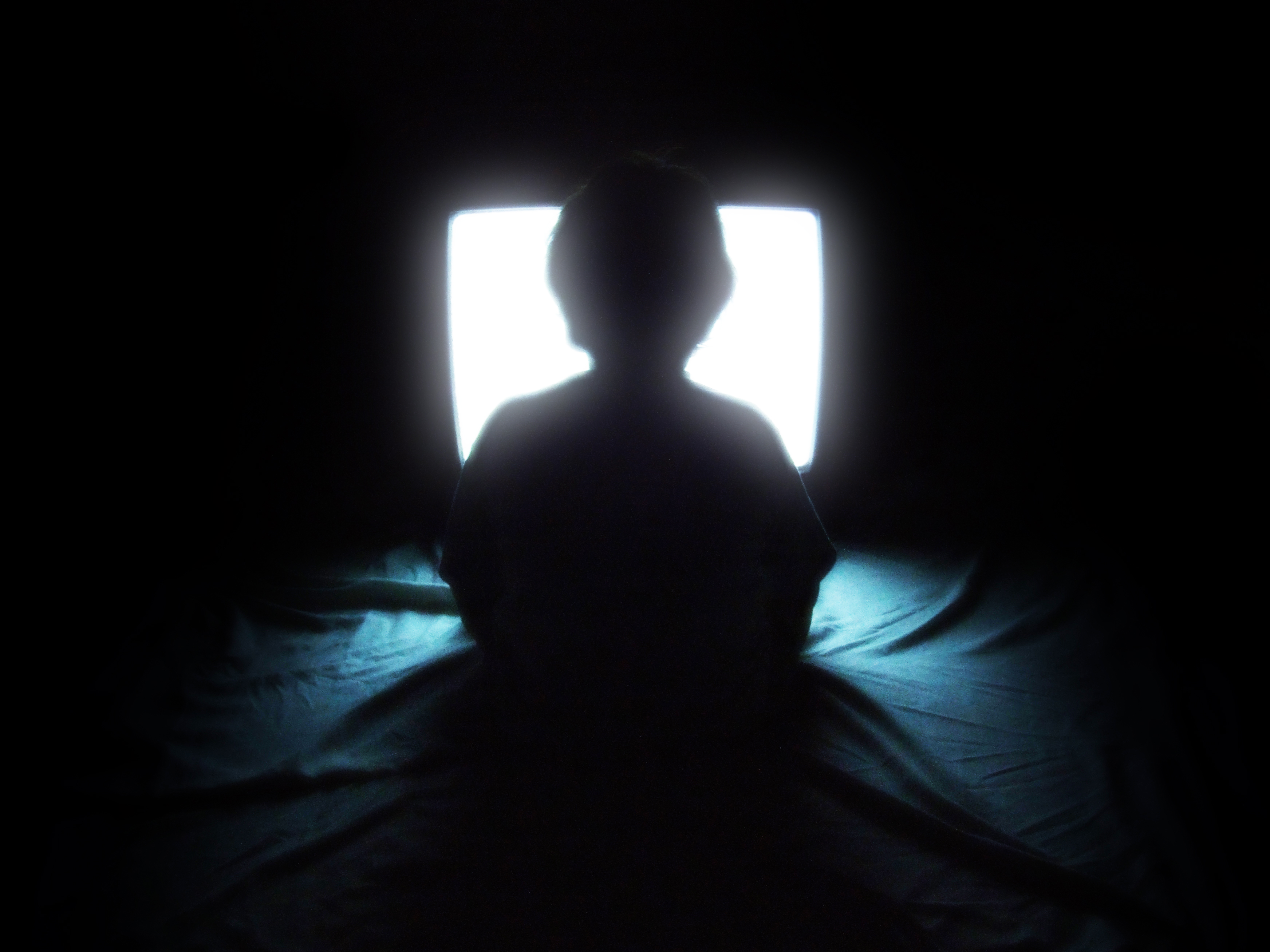

ТВ-марафон (от англ. marathon viewing) — способ просмотра телевизионных программ, чаще всего сериалов, в течение длительного промежутка времени. 
По результатам опроса, который провела компания Netflix в 2014 году, 74 % опрошенных определяют ТВ-марафон как «просмотр 2-6 эпизодов одного и того же сериала за раз». 
Явление ТВ-марафона стало настоящим культурным феноменом с ростом популярности таких медиа-сервисов как Netflix (Нетфликс), Hulu (Хулу) и Amazon Video (Амазон видео), которые предоставляют услуги по просмотру фильмов и сериалов.
Всемирным днем ТВ-марафона является 29 марта. За этот день обычно просматривают минимум 2 сериала.

## История
Термин ТВ-марафон (или ТВ-запой) стал широко использоваться после появления потоковых сервисов и возможности смотреть фильмы и сериалы онлайн. В 2013 году Netflix начала выпускать все эпизоды своих сериалов в один день. 61 % пользователей этого сервиса заявили, что стали чаще смотреть по несколько серий за раз. С тех пор это слово не выходит из употребления и приобретает все большую популярность. Так, в ноябре 2015 года британский словарь «Collins» объявил выражение «ТВ-марафон» словом года, а за последние 12 месяцев частота использования это слова на англоязычных ресурсах увеличилась в несколько раз.

## Термин в кинокультуре
Актер Кевин Спейси заявил, что продюсеры должны «давать зрителям то, что они хотят увидеть. И если они хотят устраивать ТВ-марафоны, то у них должна быть такая возможность». Актер утверждал, что хорошие и интересные истории будут удерживать внимание зрителей часами, а это может привести к снижению пиратства, которое является огромной проблемой для студий и каналов. ТВ-марафон качественного сериала (такого как «Прослушка» или «Во все тяжкие») можно сравнить с чтением нескольких глав хорошей книги.
Однако исследования, проведенные в техасском университете в Остине выявили, что просмотр большого количества серий за раз приводит к депрессии, одиночеству и даже ожирению. «Несмотря на то, что некоторые люди утверждают, что ТВ-марафоны это не вредная привычка, такие результаты исследования дают основания говорить о существовании проблемы», заявляют ученые.